# Корентин Толисо
Корентин Толисо (фр. Corentin Tolisso; 3. август 1994) француски је фудбалер, који тренутно игра за Олимпик Лион и репрезентацију Француске.

## Каријера
Толисо је играо у млађим категоријама Олимпик Лиона. Дана 10. августа 2013. године дебитовао је у мечу против Нице у француској Лиги 1. Дана 9. марта 2014. у дуелу против Бордоа постигао је свој први гол за Лион. У истој сезони, Толисо је играо у финалу француског купа. У 2015. години помогао је клубу да заузме друго место у првенству. Дана 14. септембра 2016. године постигао је гол у групној фази Лиге шампиона против Динама из Загреба.
Дана 14. јуна 2017. године Толисо је за 41,5 милиона евра постао играч немачког великана Бајерна из Минхена, и тај трансфер је у то време био најскупљи у историји немачког клуба. Уговор је потписан до 30. јуна 2022. године. 5. августа, на мечу за немачки Супер куп против дортмундске Борусије, дебитовао је за нови тим. Тада је освојио свој први трофеј у Бајерну. Толисо је постигао свој први гол за Бајерн против Бајера из Леверкузена. У првој сезони играјући за „баварце” је постао шампион Немачке.

## Репрезентација
Играо је прву утакмицу за Француску 28. марта 2017. године у пријатељском мечу против Шпаније. Био је у саставу Француске за Светско првенство 2018. године у Русији.

## Статистика каријере

### Репрезентативна
Статистика до 23. јуна 2021.
| Тим       | Год.   | Наступи | Голови |
| --------- | ------ | ------- | ------ |
| Француска | 2017   | 5       | 0      |
| Француска | 2018   | 10      | 0      |
| Француска | 2019   | 6       | 1      |
| 2020      | 2      | 1       |        |
| 2021      | 5      | 0       |        |
| Укупно    | Укупно | 28      | 2      |

## Трофеји
Бајерн Минхен
- Првенство Немачке (5) : 2017/18, 2018/19, 2019/20, 2020/21, 2021/22.
- Куп Немачке (2) : 2018/19, 2019/20.
- Суперкуп Немачке (4) : 2017, 2018, 2020, 2021.
- Лига шампиона (1) : 2019/20.
- УЕФА суперкуп (1) : 2020.
- Светско клупско првенство (1) : 2020.

Француска
- Светско првенство (1) : 2018.